# Cell Broadcast

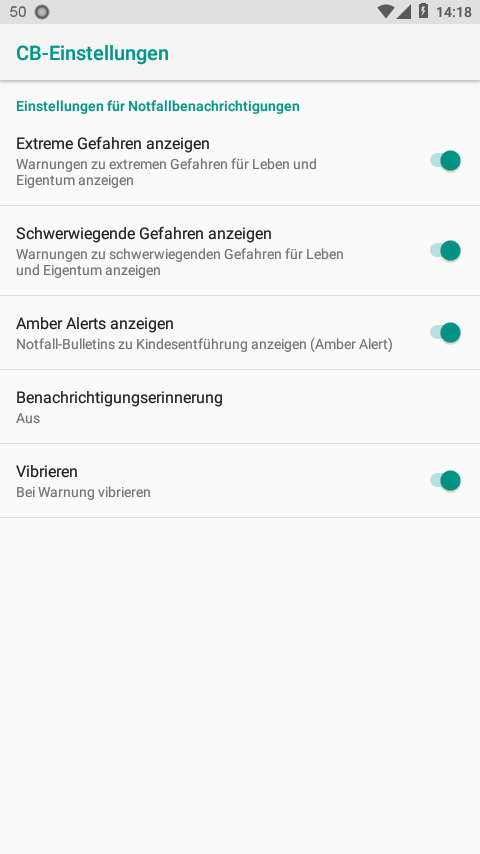
Standard-Cell-Broadcast-Konfigurationsmenü auf Android 8.0

Cell Broadcast, auch SMS-CB genannt, ist ein seit 1999 eingesetzter Mobilfunkdienst zum Versenden von Nachrichten ähnlich SMS-MT durch Rundsenden an alle Empfänger innerhalb einer Funkzelle. Anders als SMS-MT-Nachrichten, die nur an einen Empfänger gerichtet sind, wird eine Cell-Broadcast-Nachricht von der Basisstation an alle Mobiltelefone geschickt, die sich in dieser Funkzelle befinden und den Dienst aktiviert haben. Er ist durch das 3rd Generation Partnership Project (3GPP) standardisiert und ein Teil der 2G-, 3G-, 4G- und 5G-Standards. Durch seine Verankerung in den Standards, wenige externe Abhängigkeiten und den technisch einfachen Aufbau ist der Dienst relativ robust.
Die aktuelle Generation von Cell-Broadcast-Systemen ist in der Lage, eine Nachricht an hunderttausende Funkzellen zu senden und somit innerhalb von Sekunden Millionen von Mobilfunkteilnehmerinnen und -teilnehmern zu erreichen.
Die Nachrichten bestehen aus alphanumerischen Zeichen, einschließlich nicht lateinischer Alphabete. Somit können auch Weblinks angegeben werden, aber das Mitschicken von Grafiken ist nicht möglich. Mehrsprachlichkeit ist zwar realisierbar, aber durch die Nachrichtenlänge von 1395 Zeichen begrenzt.
Eine Cell-Broadcast-Nachricht ist ein unbestätigter Push-Dienst, daher werden keine Mobiltelefonnummern benötigt. Dementsprechend weiß der Absender der Nachrichten nicht, wer sie empfangen hat.

## Technische Umsetzung
Entwickelt wird Cell Broadcast vom GSM-Komitee der ETSI und 3GPP und ist Bestandteil der 2G-, 3G-, 4G- und 5G-Mobilfunkstandards (Spezifikation 3GPP TS 23.041).
Ein Cell Broadcast Center (CBC) ist verbunden mit einem:
- BSC in GSM-Netzen (beschrieben im 3GPP-Standard TS 48.049)
- RNC in UMTS-Netzen (beschrieben im 3GPP-Standard TS 25.419)
- MME in LTE-Netzen (beschrieben im 3GPP-Standard TS 29.168)
- AMF in 5G-Netzen (beschrieben im 3GPP-Standard TS 29.518)

Durch die verwendete Kodierung entsprechen die Übertragungen maximal 82 Byte oder 93 Zeichen, durch Aneinanderhängen von 15 Nachrichten erreicht man 1395 Zeichen. Zeichen können mit der UCS-2-Codierung (ähnlich UTF-16) dargestellt werden. Cell Broadcast ist von der Netzverkehrsbelastung nicht betroffen, da es sich um priorisierte Point-to-Multipoint-Verbindungen handelt. Dies ist besonders während Katastrophen von Vorteil, wenn Lastspitzen dazu führen, dass das Mobilfunknetz signifikant verlangsamt wird und Daten (Social Media, Warn-Apps), SMS und Sprachanrufe (Massenanrufereignisse) nicht wie gewohnt funktionieren. Daher gibt es weltweit Warnsysteme, die Cell Broadcast als primären mobilen Alarmkanal nutzen.

## Nutzungsgeschichte
Allgemein ist Kanal 50 in vielen Ländern bei verschiedensten Mobilfunkanbietern für die Ortsangabe in Gebrauch.
In der Schweiz sendet die Swisscom auf Kanal 50 den Namen der Region oder der Stadt, in der man sich befindet. Größere Städte werden dabei meist in mehrere geografische Gebiete unterteilt (z. B. Zürich Airport, Zürich Nord-West, Zürich West usw.).
Das Emergency Alert System (EAS), das 1997 eingeführte nationale Warnsystem der Vereinigten Staaten von Amerika, nutzt neben UKW, Terrestrischem Fernsehen, Satellitenfernsehen und Kabelfernsehen auch Cell Broadcast.
Nachdem in vielen Ländern der Europäischen Union die Sirenen abgebaut worden waren, ergab sich auch in der EU die Notwendigkeit, die Bevölkerung auf andere Weise zu warnen. Der Rat der Europäischen Union passte daher im Dezember 2018 die neue Richtlinie zum europäischen Kodex für elektronische Kommunikation (European Electronic Communications Code, EECC) an. Entsprechend dieser Richtlinie müssen alle EU-Mitgliedstaaten bis zum 21. Juni 2022 ein Warnsystem zum Bevölkerungsschutz einrichten. Neben EU-Alert, das technisch auf Cell-Broadcast aufsetzt, war auch alternativ ein standortbasiertes SMS-Warnsystem zugelassen. Deutschland hatte zunächst eine Ausnahme von EU-Alert erwirkt und setzte auf elektronische Kommunikationsdienste wie Smartphone-Apps (Warn-App NINA, KATWARN), die aber konzeptionelle Schwierigkeiten wie eine „Belastung der technischen Infrastruktur“ mit sich bringen.

### Nutzung in Deutschland

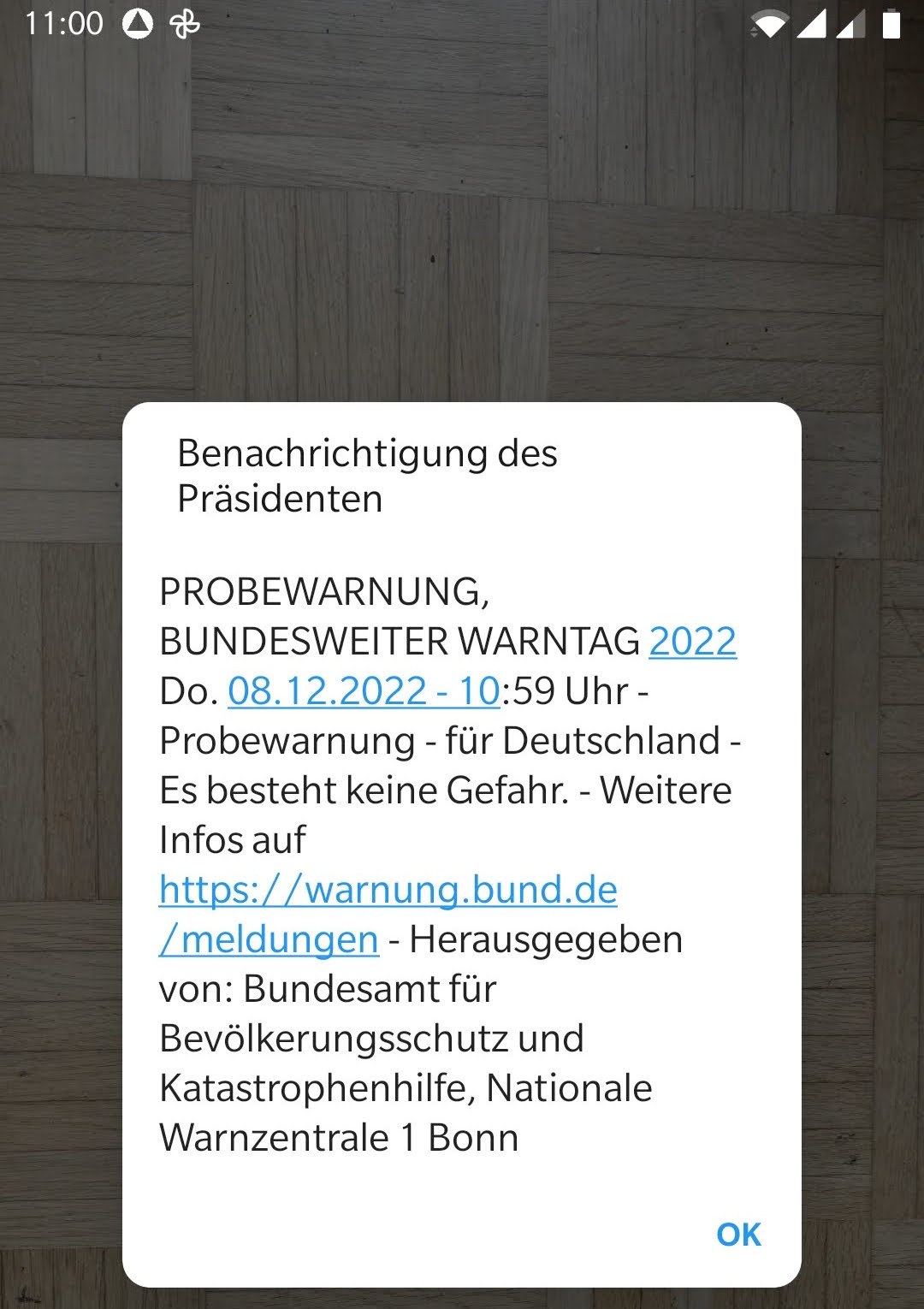
Screenshot vom Cell Broadcast zum Bundesweiten Warntag 2022.
Die Nachricht wird fälschlich als „Benachrichtigung des Präsidenten“ betitelt (statt als „Warnstufe 1“ oder „Warnung auf höchster Stufe“), da das empfangende Mobiltelefon die Bezeichnungen des US-Systems Emergency Alert System benutzt.

Allgemeine Nutzung von Cell Broadcast
Praktisch alle Handys und Smartphones unterstützen Cell Broadcast in seiner originären Form mit 3-stelligen CB-Message-IDs. Mit Stand 2020 war in Deutschland die Funktion nicht bei allen Betreibern aktiviert. Zeitweise gab es Kanäle mit verschiedenen Themen wie Nachrichten (ProSieben, Handelsblatt), Online-Angeboten (snap123 auf Kanal 123 im D2-Netz) und Wettervorhersagen. Da diese sich mehr und mehr zurückziehen, stehen bei vielen Anbietern nur noch Basisthemen zur Verfügung (Standortbestimmung, Tarifinformation). Da CB für den Benutzer kostenlos ist, wurden diese Dienste meist durch Sponsoren finanziert.
Nutzung von Cell Broadcast zur Warnung der Bevölkerung
Nach dem von einer technischen Panne überschatteten Bundesweiten Warntag am 10. September 2020 kamen zunehmend Forderungen auf, den Cell Broadcast-Dienst auch in Deutschland zur Warnung der Bevölkerung einzusetzen. Die Forderungen verstärkten sich nach dem Hochwasser in West- und Mitteleuropa 2021 mit Schwerpunkt innerhalb Deutschlands in Nordrhein-Westfalen und Rheinland-Pfalz. Die Bundesregierung beschloss die Einführung im August 2021. Bundestag und Bundesrat stimmten der hierfür nötigen Änderung des Telekommunikationsgesetzes in der Folge zu. Mit der Zustimmung des Bundesrats zur Einführung der Mobilfunk-Warn-Verordnung des Bundesministeriums für Wirtschaft und Energie am 26. November 2021 sollte der Dienst Ende 2022 nutzbar sein. Bundesweit verfügbar ist er seit dem 23. Februar 2023.
Beim zweiten Bundesweiten Warntag am 8. Dezember 2022 wurde in Deutschland erstmals Cell Broadcast als Warnmittel getestet. Die Nachricht sollte alle Mobilfunkgeräte erreichen, die mit Cell Broadcast kompatibel sind und Empfang haben. Wie die Ergebnisse der deutschlandweiten Bevölkerungsumfragen zum Bundesweiten Warntag zeigen, gehörte Cell Broadcast beim bundesweiten Test 2022 und 2023 zu den reichweitenstärksten und damit effektivsten Warnmitteln. Der Anteil der Befragten, der am Warntag über Cell Broadcast eine Probewarnung wahrgenommen hat, lag 2022 bei 53,7 Prozent und konnte 2023 im Vergleich zum Vorjahr mit 72 Prozent deutlich gesteigert werden. Cell Broadcast stellt eine wichtige Ergänzung für den Warnmittelmix in Deutschland dar, denn 11 Prozent der Befragten gaben in der Befragung zum Bundesweiten Warntag 2023 an, ausschließlich über Cell Broadcast gewarnt worden zu sein.
Kritik
Nach der Einführung und dem erstmaligen Erproben von Cell Broadcast in Deutschland wurde vermehrt Kritik laut, dass die Bundesregierung nicht den internationalen Cell-Broadcast-Standard eingeführt hätte, sondern stattdessen einen eigenen Sonderweg gegangen sei. Grund hierfür war der Fakt, dass die Warnungen großteils erst auf Geräten ab Android 11 und iOS 16.1 funktionieren. Das ist zwar grundsätzlich richtig, jedoch hat Deutschland entgegen der Behauptungen einiger Kritiker und Nachrichtenportale tatsächlich den gleichen Cell-Broadcast-Standard implementiert, den auch andere Länder wie die Niederlande nutzen.
Der eigentliche Grund, weshalb einige ältere Geräte die Warnungen nicht empfangen können, ist, dass ein großer Teil der Mobiltelefonhersteller die Implementierung von Cell-Broadcast-Warnungen in ihren Betriebssystemen lange Zeit selbst handhaben durften. Dies war bei Android-Geräten zum Beispiel bei Samsung der Fall. Man deaktivierte die Funktionalität standardmäßig auf den Geräten, und aktivierte sie für Länder nur dann, wenn sie auch ein solches Warnsystem nutzten. Ab Android 11 übernahm Google die Implementierung, weshalb die Warnungen seither auf allen neueren Geräten ohne Ausnahmen funktionieren.
Ältere Geräte, die über Android 10 oder noch ältere Betriebssysteme verfügen, mussten von ihren Herstellern mit einem Update nachträglich zum Empfang der Nachrichten konfiguriert werden, als das System in Deutschland eingeführt wurde. Da viele ältere Android-Geräte zu diesem Zeitpunkt bereits keine Updates mehr bekamen, gingen diese dementsprechend leer aus, und können die Warnungen aufgrund dessen nicht empfangen. Es gibt jedoch Ausnahmen. So haben unter anderem die Hersteller Huawei, Honor und Motorola die Warnungen nie standardmäßig deaktiviert, sodass sie auch in Deutschland bereits auf wesentlich älteren Geräten dieser Marken funktionieren. Lediglich die Namen für die Warnkategorien können hier abweichen - je nachdem, ob die deutsche Konfiguration mit den Kategorien Notfallalarm, Extreme Gefahr, Erhebliche Gefahr, Gefahreninformation und Test noch mit einem Update nachgeliefert wurde oder nicht. Andernfalls kann auf diesen Geräten gegebenenfalls beim Empfang von Warnungen der höchsten Warnstufe der amerikanische Kategoriename "Präsidentenalarm" bzw. "Presidential Alert" angezeigt werden.
Ähnlich wie früher die Android-Hersteller handhabt auch Apple die Implementierung von Cell Broadcast. Die Unterstützung für Cell-Broadcast-Warnungen in Deutschland wurde von Apple mit dem Update auf iOS 16.1 geliefert. iPhones, auf denen noch eine ältere Version von iOS installiert ist, können die Warnungen dementsprechend in Deutschland nicht empfangen.

### Warnsysteme in anderen Ländern

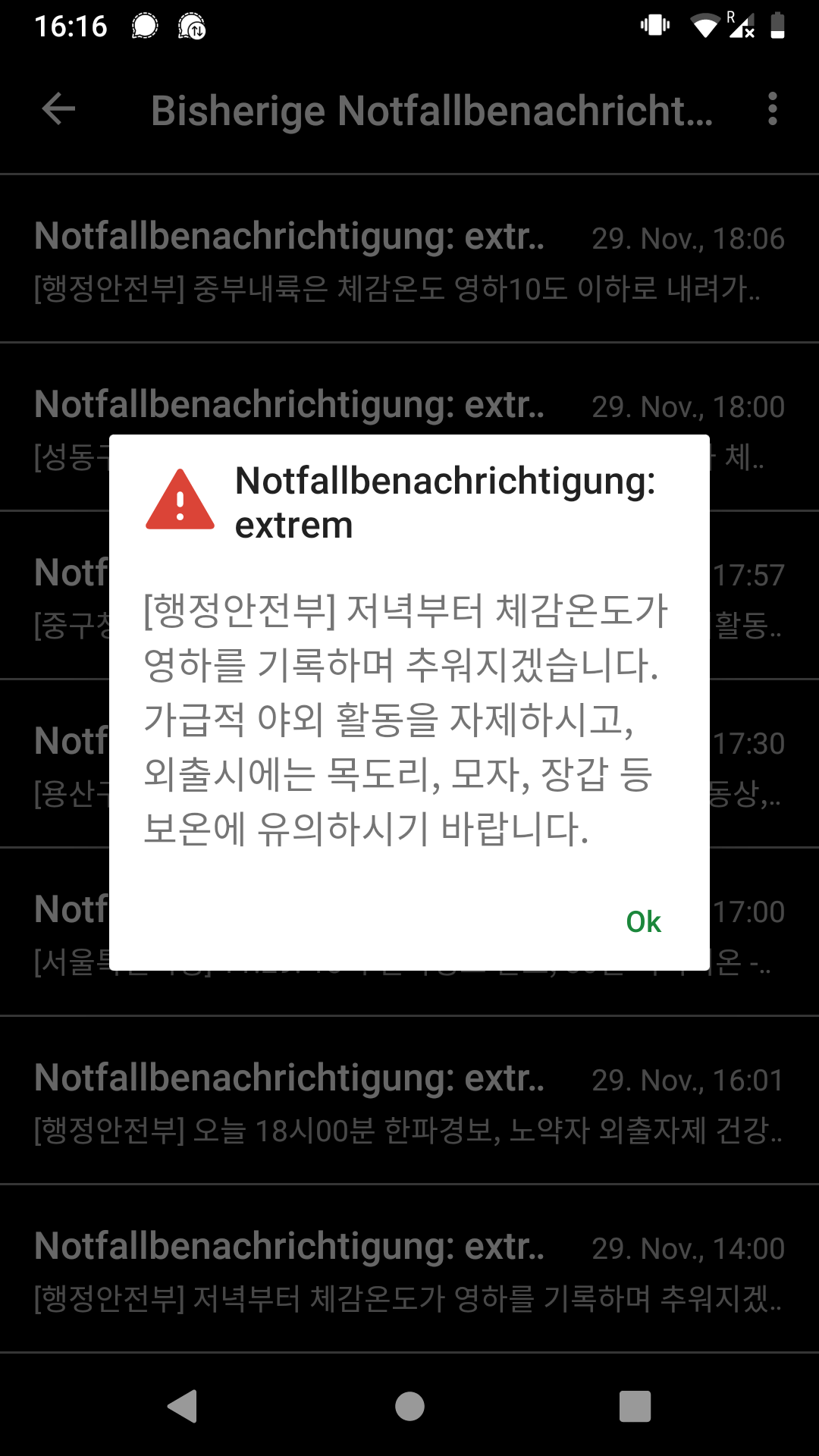
Eine Cell-Broadcast-Nachricht aus Seoul vom 29. November 2022. Sie warnt vor der winterlichen Kälte und gibt Empfehlungen wie bspw. „Wenn Sie nach draußen gehen, tragen Sie einen Schal, eine Mütze, Handschuhe usw.“ Die im Hintergrund sichtbaren Uhrzeiten der anderen Cell-Broadcast-Meldungen zu dieser Zeit zeigen den intensiven Einsatz der Technik in Seoul.
Cell-Broadcast-Meldungen können wie in diesem Beispiel auch nach dem Wegklicken über die Einstellungen des Smartphones erneut aufgerufen werden.

In Südkorea wird über Cell Broadcast Stand Dezember 2022 täglich die aktuelle Zahl der Corona-Fälle in der Stadt bzw. Region, in der man sich gerade befindet, mitgeteilt. Zusätzlich gibt es fast täglich regionale Meldungen bspw. zu Sperrungen von U-Bahn-Linien oder von Kälte im Winter, inkl. Verhaltensempfehlungen.
Beispiele für Warnsysteme, die Cell Broadcast als primären mobilen Alarmkanal nutzen:
- Japan – Erdbebenfrühwarnung (緊急地震速報, kinkyū jishin sokuhō), J-Alert
- Kanada – Alert Ready
- USA – Emergency Alert System, Wireless Emergency Alerts
- Neuseeland – Emergency Mobile Alert (aktiv seit 2018)
- Vereinigte Arabische Emirate – UAE-Alert
- Oman – OMAN-Alert
- Europäische Union – EU-Alert
  - Deutschland – DE-Alert (aktiv seit Februar 2023) innerhalb des Warn-Mix
  - Niederlande – NL-Alert (EU-Alert konform, aktiv seit 2012)
  - Litauen – LT-Alert[24]
  - Rumänien – RO-Alert (aktiv seit September 2018)[25]
  - Griechenland – GR-Alert (aktiv seit März 2020)
  - Italien – IT-Alert (soll Anfang 2021 starten)[26]
  - Frankreich – FR-Alert (aktiv seit Juni 2022)[27]
  - Österreich – AT-Alert[28] (aktiv seit 5. Oktober 2024)[29][30][31][32]
  - Dänemark – S!RENEN (aktiv seit April 2023)[33]
  - Luxemburg - LU-Alert (aktiv seit Herbst 2024); wird ergänzt durch Standortbasierte SMS und Mobile App.[34]
- Vereinigtes Königreich – UK-Alert (soll 2021 starten)[35]
- Südkorea – Korean Public Alert Service. Baut hauptsächlich auf einer mehrsprachigen App auf, zusätzlich werden Textnachrichten durch Cell Broadcast gesendet.
- Republik China (Taiwan) – Public Warning System[36]
- Sri Lanka – Disaster and Emergency Warning Network
- Philippinen – Emergency Cell Broadcast System
- Chile – Sistema de Alerta de Emergencias (SAE)
- Peru – Sismate (2020 aktiv)[37]
- Israel – National Message

Die Schweiz hat im Juni 2023 ebenfalls entschieden, Cell Broadcast zur Alarmierung der Bevölkerung einsetzen zu wollen.